# Sten Ahlklo
Sten Evert Helmer Ahlklo (ursprungligen Olsson), född 17 oktober 1911 i Gumlösa församling i Kristianstads län, död 21 mars 1993 i Lidingö församling i Stockholms län, var en svensk militär.

## Biografi
Sten Olsson avlade reservofficersexamen 1933 och blev samma år fänrik i Hallands regementes reserv. Han avlade civilekonomexamen vid Handelshögskolan i Stockholm 1934. Han utnämndes 1935 till underlöjtnant i reserven och tjänstgjorde vid Väg- och vattenbyggnadsstyrelsen 1935–1943, befordrad till löjtnant i reserven 1937. År 1943 blev Ahlklo kapten på stat i flygvapnet, varpå han var flottiljintendent vid Södermanlands flygflottilj 1943–1946. Han tjänstgjorde från 1946 vid Intendenturavdelningen (senare namnändrad till Intendenturbyrån) i Flygförvaltningen, där han befordrades till major 1950 och var chef för Centralsektionen 1953–1963, 1954 befordrad till överstelöjtnant i intendenturen. År 1963 uppgick Intendenturbyrån i den nybildade myndigheten Försvarets intendenturverk (FIV), där Ahlklo var chef för Normaliesektionen 1963–1968, befordrad till överste i Försvarets intendenturkår 1965. Efter att FIV 1968 uppgick i Försvarets materielverk var Ahlklo 1968–1972 chef för Normaliesektionen i Intendenturmaterielförvaltningen där. Han är begravd på Lidingö kyrkogård.

## Utmärkelser
- Riddare av första klass av Svärdsorden, 1950.[15]
- Kommendör av Svärdsorden, 6 juni 1972.[16]